# Charlie's Angels (serie televisiva 2011)
Charlie's Angels è una serie televisiva statunitense nata come rifacimento dell'omonima serie degli anni Settanta, andata in onda su ABC dal 22 settembre 2011 al 10 novembre 2011, per un totale di otto episodi (ma l'ultimo rimane ancora inedito a causa della cancellazione del programma).
La serie ripartì in occasione del 35º anno di assenza sugli schermi della ABC.
In Italia fu trasmessa dall'8 gennaio 2012 al 26 febbraio 2012 alle 21:45 su Rai 2.
Il 14 ottobre 2011 fu cancellata a causa dei bassi ascolti, dopo solo quattro episodi: la messa in onda di quelli rimanenti proseguì fino al 10 novembre 2011, ma l'ottavo ed ultimo rimase inedito.

## Trama
A tre bellissime donne dal passato criminale viene data una possibilità di redenzione quando vengono reclutate da un misterioso milionario per risolvere dei crimini.

## Personaggi e interpreti
- Kate Prince, interpretata da Annie Ilonzeh.
- Eve French, interpretata da Minka Kelly.
- Abigail "Abby" Sampson, interpretata da Rachael Taylor.
- John Bosley, interpretato da Ramón Rodriguez.
- Detective Ray Goodson, interpretato da Isaiah Mustafa.
- Charles "Charlie" Townsend, con la voce di Victor Garber.

## Episodi
| Stagione       | Episodi | Prima TV USA | Prima TV Italia |
| -------------- | ------- | ------------ | --------------- |
| Prima stagione | 8       | 2011         | 2012            |